# 관측자 효과
물리학에서 관측자 효과 (觀測者效果)는 관측 행위에 의해 관측되는 계가 교란되는 것이다. 이는 종종 필요에 따라 어떤 방식으로든 측정 대상의 상태를 변경하는 도구의 결과이다. 일반적인 예는 자동차 타이어의 압력을 확인하는 것이다. 이는 공기의 일부를 내보내어 압력을 바꾸지 않고는 수행하기 어렵다. 마찬가지로, 빛이 물체에 부딪혀 그 빛을 반사시키지 않고는 물체를 볼 수 없다. 관측의 효과는 종종 무시할 수 있지만 대상은 여전히 변화를 경험한다. 이 효과는 물리학의 많은 영역에서 찾을 수 있지만 일반적으로 다른 도구나 관측 기술을 써서 무의미하게 줄일 수 있다.
관측자 효과의 특히 특이한 예는 이중슬릿 실험에 의해 가장 잘 입증된 것처럼 양자 역학에서 발생한다. 물리학자들은 양자 현상의 관측이 실제로 이 실험의 측정 결과를 바꿀 수 있음을 발견했다. 이중 슬릿 실험의 "관측자 효과"가 전자 탐지기의 존재로 인해 발생했음에도 불구하고 일부 사람들은 실험 결과를 잘못 해석하여 의식이 현실에 직접 영향을 미칠 수 있다고 제안한다. "관측자"가 의식해야 할 필요성은 과학적 연구에 의해 뒷받침되지 않으며, 양자 파동 함수 ψ와 양자 측정 과정에 대한 이해 부족에 뿌리를 둔 오해로 지적되었다.

## 입자 물리학
전자는 광자와 상호 작용할 때 감지된다; 이 상호 작용은 필연적으로 해당 전자의 속도와 운동량을 바꾼다. 덜 직접적인 측정 수단이 전자에 영향을 미칠 수 있다. 또한 수량의 측정값과 측정 과정의 결과값을 명확히 구분할 필요가 있다. 특히 운동량 측정은 짧은 시간 간격으로 반복할 수 없다. 닐스 보어 (1928)가 만든 관련된 양과 관련된 공식 (단순화를 위해 1차원)은 다음과 같다:
{\displaystyle |v'_{x}-v_{x}|\Delta p_{x}\approx \hbar /\Delta t,}
여기서
Δpx는 운동량 측정값의 불확실성,
Δt는 측정 기간,
vx는 측정 전 입자의 속도,
v '
x 는 측정 후 입자의 속도,
ħ는 줄어든 플랑크 상수이다.
전자의 측정된 운동량은 vx와 관련되는 반면, 측정 후 전자의 운동량은 v′x와 관련된다. 이는 최상의 시나리오이다.

## 전자공학
전자공학에서, 전류계 및 전압계는 일반적으로 회로에 직렬 또는 병렬로 배선되므로, 따라서 이들의 존재만으로도 회로에 추가적인 실제 또는 복잡한 부하를 줌으로써 측정하는 전류 또는 전압에 영향을 미치므로 회로 자체의 전달 함수와 동작이 바뀐다. 전선과 물리적으로 접촉하지 않고 전선의 전류를 측정하는 전류 죔쇠와 같은 보다 수동적인 장치도, 유도계수는 상호작용하기 때문에 측정되는 회로를 통과하는 전류에 영향을 미친다.

## 열역학
열역학에서, 표준 수은 온도계는 온도를 기록하기 위해 일부 열 에너지를 흡수하거나 포기해야 하므로 측정 중인 신체의 온도를 바꾼다.

## 양자 역학
양자 역학에서의 측정 개념의 이론적 토대는 양자 역학의 수많은 해석과 깊이 연결된 논쟁의 여지가 있는 문제이다. 중점은 파동 함수 붕괴의 것인데, 이에 관해 몇 가지 대중적인 해석은 측정이 측정된 양과 관련된 연산자의 고유상태로의 불연속적인 변화를 야기한다고 주장하며, 이 변화는 시간을 되돌릴 수 없다.
보다 명시적으로, 양자 물리학의 중첩 원리 (ψ = Σnanψn)는 파동 함수 ψ의 경우, 고유함수 ψn , n = 1, 2, ..., m의 공간에서 연산자  의, 가능한 고유값 fn , n = 1, 2, ..., m 중 하나인 양자 계의 측정 결과 m이 나오리라 명시한다.
한 번 계를 측정하면 현재 상태를 안다; 이는 다른 상태 중 하나에 있는 것을 방지한다. 그것은 분명히 미래의 강력한 양자 간섭의 전망 없이 결부되어 있다. 이는 계에서 수행하는 관측 유형이 계의 최종 상태에 영향을 미침을 뜻한다.
이와 관련하여 실험적으로 연구된 상황은 양자 상태가 그대로 두면 붕괴되지만 지속적인 관측으로 인해 붕괴되지 않는 양자 제논 효과이다. 연속 관측에서 양자 계의 역학은 벨라브킨 방정식으로 알려진 양자 추계학 마스터 방정식으로 설명된다. 추가 연구에 따르면 광자가 생성된 뒤 결과를 관측해도 지연선택 양자 지우개에서 볼 수 있는 것처럼 파동 함수가 붕괴되고 역이력이 나온다는 것이 밝혀졌다.
양자 역학에서 계의 상태를 설명하는 파동 함수 ψ를 논의할 때, 파동 함수 ψ가 그것이 설명하는 물리적 대상과 동일한 것이라고 가정하는 일반적인 오해에 주의해야 한다. 이 결함이 있는 개념은 측정이 수행된 뒤 소위 "파동 함수의 붕괴"를 설명하기 위해 파동 함수 ψ의 시간 진화를 지배하는 원칙 밖에 있는 측정 기기와 같은 외부 역학의 존재를 요구해야 한다. 그러나 파동 함수 ψ는 내부 자유도뿐만 아니라 관측 가능한 질량, 전하 및 스핀을 갖는, 예를 들어 원자와 같은 물리적 대상이 아니다. 대신, ψ는 관측자가 주어진 계의 측정에서 얻을 수 있는 모든 통계 정보를 포함하는 추상 수학적 함수이다. 이 경우 파동 함수 ψ의 수학적 형태가 측정이 수행된 뒤 갑자기 바뀌어야 한다는 점에서 진정한 수수께끼는 없다.
벨 부등식의 결과는 두 개의 얽힌 입자 중 하나에 대한 측정이 다른 입자에 비국소적 영향을 미치는 것처럼 보일 수 있다는 것이다. 관측자가 양자 계로 만들어질 때도 결어긋남과 관련된 추가 문제가 발생한다.
불확정성 원리는 관측자 효과와 자주 혼동되어 왔으며, 그 창시자인 베르너 하이젠베르크도 분명히 밝혔다. 표준 형식의 불확정성 원리는 입자의 위치와 운동량을 동시에 얼마나 정확하게 측정할 수 있는지를 설명한다. 한 양을 측정할 때 정확도를 높이면 다른 양을 측정할 때 정확도를 잃게 된다. 불확실성 원칙의 대안판은, 관측자 효과의 정신까지 나아가, 관측자가 계에 미치는 교란과 발생한 오류를 완전히 설명하지만, "불확실성 원칙"이라는 용어가 실제로 가장 일반적으로 사용되는 방식은 아니다.